# Trio Bulgarka
 (août 2012).
Trio Bulgarka (également connu sous le nom Three Golden Coins, et précédemment Trio Folk Bulgarka) est un ensemble vocal bulgare.
Le trio est composé de Stoyanka Boneva (bg), originaire de Pirin, Yanka Rupkina (bg), de Strandja et Eva Georgieva (bg), de Dobroudja. La diversité de leurs origines régionales leur a permis de créer un son unique à leur musique. 
Elles ont acquis une notoriété internationale grâce à leurs contributions sur l'album de world music Balkana: The Music of Bulgaria, publié à l'origine sur l'ancien label Hannibal Records (en).
Elles ont signé pour enregistrer avec les labels Bulgaria Balkanton et Hannibal en 1987. Leur album The Forest Is Crying, produit par Joe Boyd, a été publié en 1988.
En 1989, elles participent à l'album The Sensual World, de Kate Bush sur les chansons Deeper Understanding, Never Be Mine, et Rocket's Tail. 
Elles participent à l'édition 1990 des Eurockéennes de Belfort.
En 1993, elles sont apparues sur un autre album de Kate Bush, The Red Shoes, dans les chansons You're the One, The Song of Solomon, et Why Should I Love You ?, auquel a également  contribué Prince.

## Discographie

### Albums
- The Forest Is Crying (Lament For Indje Voivode) (1988)
- Bulgarka Folk Trio (1989)
- Bulgarka Vocal Trio (1990)

### Contributions
- The Sensual World – Kate Bush (1989)
- The Red Shoes – Kate Bush (1993)
- The Rough Guide to the Music of Eastern Europe (1999, World Music Network)